# Long Lost Father
Pour plus de détails, voir Fiche technique et Distribution.
Long Lost Father est un film américain réalisé par Ernest B. Schoedsack, sorti en 1934.

## Synopsis
Un homme dépensier et sa fille abandonnée depuis longtemps se retrouvent à travailler dans la même discothèque londonienne. Peu à peu, ils en viennent à rétablir des liens.

## Fiche technique
- Réalisation : Ernest B. Schoedsack
- Scénario : Dwight Taylor d'après un roman de G. B. Stern de 1933[1]
- Photographie : Nicholas Musuraca
- Montage : Paul Weatherwax
- Musique : Alberto Columbo, Max Steiner, Harold Adamson, Roy Webb
- Producteurs : Merian C. Cooper, Kenneth Macgowan
- Société de production : RKO Pictures
- Pays de production :  États-Unis
- Format : Noir et blanc — 35 mm — 1,37:1 — Son : Mono
- Genre : Comédie dramatique[2]
- Durée : 63 minutes (1 h 3) (7 bobines)
- Dates de sortie :
  - États-Unis : 19 janvier 1934

## Distribution
- John Barrymore : Carl Bellairs
- Helen Chandler : Lindsey Lane
- Donald Cook : Bill Strong
- Alan Mowbray : Sir Tony Gelding
- Claude King : The Inspector
- E. E. Clive : Spot Hawkins
- Reginald Sharland : Lord Vivian
- Ferdinand Gottschalk : The Lawyer
- Natalie Moorhead : Phyllis Mersey-Royds
- Doris Lloyd : The Blonde Widow
- Phyllis Barry : Party Guest
- Tempe Pigott : Mrs. Gamp - The Old Woman
- Herbert Bunston : the Bishop
- Charles Irwin : Mr. Chisholm
- John Rogers : Mr. Arno